# Гергард Фельмі
Гергард Фельмі (нім. Gerhard Felmy; 12 грудня 1891, Берлін — 8 грудня 1955, Драйайх) — німецький офіцер, генерал-майор люфтваффе.

## Біографія
22 березня 1909 року вступив в 61-й піхотний полк, в якому служив його старший брат Гельмут Фельмі. З 22 серпня 1910 року — офіцер роти і батальйонний ад'ютант. З 1 лютого по 30 червня 1914 року пройшов курс пілота. 2 серпня 1914 року звільнений у відставку, проте 9 вересня повернувся в армію добровольцем і пройшов підготовку льотчика-винищувача. Учасник Першої світової війни, в тому числі боїв на Палестинському фронті у складі 300-го авіаційного батальйону «Паша», яким командував його брат. 17 квітня 1919 року звільнений у відставку. З 1 квітня 1920 по 30 вересня 1924 року служив в поліції порядку Мекленбург-Шверіна. З 1 листопада 1924 року працював в різних авіакомпаніях. 
1 травня 1934 року вступив в люфтваффе і був призначений в штаб авіаційного училища Котбуса, одночасно з 2 лютого по 30 березня 1935 року пройшов курс піхотинця. З 1 квітня 1935 року — командир училища і консультант Імперського міністерства авіації. З 1 липня 1938 року служив в штабі 12-ї авіаційної області. З 1940 року — комендант аеропорту Торна. З 1944 року — командир частин постачання 1-ї парашутної армії. 8 травня 1945 року взятий в полон. В 1947 році звільнений.

## Звання
- Фенріх запасу (22 березня 1909)
- Фенріх (21 грудня 1909)
- Лейтенант (22 серпня 1910)
- Лейтенант у відставці (22 лютого 1915)
- Оберлейтенант (27 січня 1916)
- Оберлейтенант поліції (1 квітня 1920)
- Гауптман запасу (1 червня 1920)
- Гауптман поліції (1 жовтня 1923)
- Майор (1 травня 1934)
- Оберстлейтенант (1 травня 1935)
- Оберст (1 жовтня 1938)
- Генерал-майор (30 січня 1945)

## Нагороди
- Нагрудний знак військового пілота (Пруссія)
- Залізний хрест 2-го і 1-го класу
- Нагрудний знак пілота (Османська імперія)
- Галліполійська зірка (Османська імперія)
- Срібна медаль «Імтияз» з шаблями  (Османська імперія)
- Золота медаль «Ліакат» з шаблями  (Османська імперія)
- Хрест «За військові заслуги» (Австро-Угорщина) 3-го класу з військовою відзнакою
- Королівський орден дому Гогенцоллернів, лицарський хрест з мечами (14 червня 1917)
- Пам'ятний знак пілот (Пруссія)
- Почесний хрест ветерана війни з мечами (1934)
- Нагрудний знак пілота
- Медаль «За вислугу років у Вермахті»
  - 4-го і 3-го класу (12 років; 2 жовтня 1936) — отримав 2 нагороди одночасно.
  - 2-го класу (18 років)